# Börringeklosters slott
Börringekloster är ett slott i Börringe socken i Svedala kommun, Skåne.
Börringekloster ligger vid Klosterviken, nära väg E65 och mittemot avfarten till Sturup. Det är ett slott, som på 1200-talet uppfördes som benediktinerkloster. Den nuvarande huvudbyggnaden uppfördes 1763, men den tredje våningen tillkom först 1863. Slottet är inte öppet för allmänheten. Däremot finns en gårdsbutik med närproducerade produkter och en förskola, Börringebarnen, vilken bedrivs som föräldrakooperativ. Förskolan startades 1989 av Eva Ramel, som tillsammans med sin man Fredrik Ramel äger slottet.

## Historia

### Börringe kloster
Börringe kloster nämns som kloster redan 1231 och var vigt åt jungfru Maria. Det tillhörde benediktinorden. Sedan klostergodsen drogs in under reformationen i Danmark innehades det som förläning av medlemmar av släkterna Brahe  och Tott med flera. År 1582 revs klostret och byggdes om till Börringeklosters slott.

### Slott
När Skåne vid freden i Roskilde 1658 tillföll Sverige, skänkte Karl X Gustav Börringekloster till sin oäkta son, Gustaf Carlson. Vid reduktionen återgick det dock i kronans ägo. 
År 1745 kom egendomen genom köp till släkten Beck-Friis. År 1791 blev godset grevskap, tillsammans med Fiholms slott i Södermanland. Namnet Beck-Friis och grevetiteln följde innehavaren till dessa fideikommissegendomar. Numera ägs godset av Börringe Kloster AB och Börringekloster Huvudgård AB.

## Småort
SCB avgränsade 2010 en småort med benämningen Börringekloster omfattande slottet och byggnaderna öster om det. Orten omfattade 6 hektar och uppgavs ha 81 invånare.